# ایزی ای
مثل آب خوردن (به انگلیسی: Easy A) نام فیلم کمدی-درام آمریکایی است که توسط ویل گلوک در سال ۲۰۱۰ ساخته و اکران شد. اما استون بازیگر نقش اول فیلم است. از دیگر بازیگران این فیلم می‌توان به استنلی توچی، پاتریشا کلارکسون، توماس هیدن چرچ، دن برد، آماندا باینز، پن بدجلی، لیسا کودرو، کم جیجاندت و مالکوم مک‌داول اشاره کرد‌‌. فیلم تا حد زیادی الهام گرفته از رمان داغ ننگ می‌باشد. فیلم‌برداری این فیلم نیز در اوهای (کالیفرنیا) انجام گرفت. اما استون برای بازی در این فیلم نامزد جایزه گلدن گلوب بهترین بازیگر زن - فیلم موزیکال یا کمدی شد.
مثل آب خوردن در ۱۷ سپتامبر ۲۰۱۰ اکران شد و نقدهای مثبتی دریافت کرد و بازی اما استون مورد تحسین قرار گرفت. فیلم همچنین در گیشه با موفقیت رو‌به‌رو شد و در سراسر جهان ۷۵ میلیون دلار فروش رفت درحالیکه بودجه ساخت آن ۸ میلیون دلار بود.

## داستان
الیو (اما استون) دختر ۱۷ ساله‌ی دبیرستانی است که در کالیفرنیا  زندگی می‌کند. او به دوستش به دروغ می‌گوید که با یک پسر دانشگاهی سکس داشته و بکارتش را از دست داده‌است. این خبر به زودی در همه‌جای مدرسه پخش می‌شود، به طوری که همه فکر می‌کنند او یک هرزه است.

## بازیگران

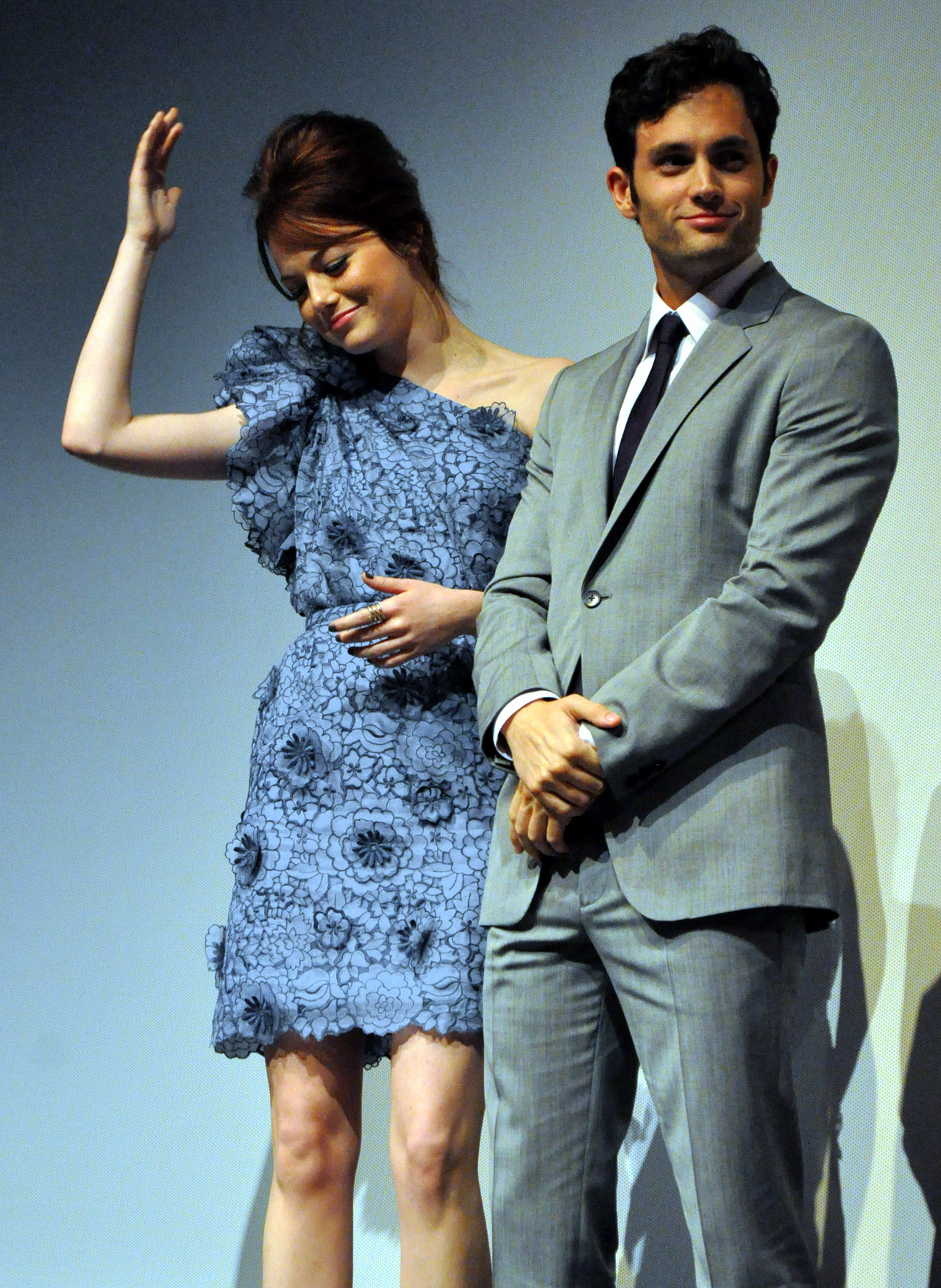
اما استون و پن بدجلی در اولین نمایش فیلم در تورنتو

- اما استون در نقش الیو
  - جولیت گولیا در نقش بچگی الیو
- پن بدجلی در نقش تاد
- آماندا باینز در نقش ماریان
- دن برد در نقش براندون
- آجی میچالکا در نقش راینون
- توماس هیدن چرچ در نقش آقای گریفیت
- لیسا کودرو در نقش خانم گریفیت
- پاتریشا کلارکسون در نقش رزماری
- استنلی توچی در نقش دیل

## جوایز
- کاندیدای جایزه گلدن گلوب بهترین بازیگر زن - فیلم موزیکال یا کمدی برای اما استون
- کاندیدای جوایز کمدی بهترین فیلم کمدی
- کاندیدای جوایز کمدی بهترین بازیگر زن در فیلم کمدی برای اما استون
- برنده جوایز گزینش منتقدان فیلم بهترین فیلم کمدی